# アドプテッドデシジョンシステム
アドプテッドデシジョンシステム（英: Adopted Decision System）とは、工場などにおける、生産、製造等の工程において、最良な材料や、人材配置、タイムシフトを選定し、意思決定するシステムのことである。

## 概要
受発注システムや、人事システムと連携し、日々変動する、生産コストや人材登録などをその都度比較し、最適なソリューションを提供する。各々の材料を比較し、コストパフォーマンスに見合った、材料を選定する。また、人材を最適な現場にアサインする。人材に合わせたタイムシフトを設定する。欠品や欠員等が出た場合には、迅速な手配が求められるが、その場合でも状況に応じ、迅速な管理が可能である
。